# چئون یانگهویی
چئون یانگهویی (Cheon Yanghui) (کره‌ای: 천양희، متولد ۲۱ ژانویه ۱۹۴۲) شاعر اهل کره جنوبی است، مجموعه شعرش سورگوم میدان قلب (마음의 수수밭، ۱۹۹۴).
Cheon Yanghui در ۲۱ ژانویه ۱۹۴۲ در بوسان متولد شد. در سال ۱۹۶۲ چئون در دانشگاه Ewha Womans ثبت نام کرد و در رشته ادبیات کره فارغ‌التحصیل شد.
چئون در زمان بالندگی خود، توانست به شیوائی دربارهٔ بینش‌هایی که در چند دهه گذشته از زندگی‌اش آموخته بود بنویسد.
چئون یانگهویی جایزه شعر Sowol، جایزه ادبیات معاصر (Hyundae Munhak)، جایزه ادبیات گونگ چو، جایزه ادبی پاک دوجین و جایزه ادبیات Manhae را دریافت کرده‌است.

## آثار

### مجموعه‌های شعر
- اگر خدا از ما بخواهد (신이 우리에게 묻는다면، ۱۹۸۴)
- سورگوم میدان قلب (마음의 수수밭، ۱۹۹۴)
- کوچه قدیمی (오래된 골목، ۱۹۹۸)
- دهان‌های زیاد (너무 많은 입، ۲۰۰۵)
- گاهی بی حرکت می‌ایستم (나는 가끔 우두커니가 된다، ۲۰۱۱)

### مجموعه مقالات
- به پاییز Jikso (직소포에 들다، ۲۰۰۴)
- قدم زدن در جنگل شعر (시의 숲을 거닐다، ۲۰۰۶)
- وقتی در ناامیدی هستیم، همیشه زانو می‌زنیم (간절함 앞에서는 언제나 무릎을 꿇게 된다، ۲۰۱۳)
- من بادی هستم که زوزه نمی‌کشد (나는 울지 않는 바람이다، ۲۰۱۴)
- کلاس نوشتن (작가 수업، ۲۰۱۵)

### ترجمه
- اشعار در ادبیات کره ای امروز جلد ۴، شماره ۴، زمستان، ۱۹۹۹
- اشعار در詩と創造جلد ۵۹

## جوایز
- ۱۹۹۶: جایزه شعر Sowol - برای "بستن دکمه ها" (단추를 채우면서)
- ۱۹۹۸: جایزه ادبیات معاصر (Hyundae Munhak) - برای "Old Alley" و چهار نفر دیگر (「오래된 골목」외 ۴편)
- ۲۰۰۵: جایزه ادبیات گونگ چو
- ۲۰۰۷: جایزه ادبی پاک دوجین
- ۲۰۱۱: جایزه ادبیات هان یونگ اون